# Shawki Allam
Pour les articles homonymes, voir Allam.
Shawki Ibrahim Abdel-Karim Allam (en arabe : شوقي إبراهيم عبد الكريم علّام), généralement appelé Shawki Allam, est le grand mufti d'Égypte depuis 2013.

## Biographie
Shawki Allam est né le 12 août 1961 dans le gouvernorat de Beheira, au bord du delta du Nil. Il suit ses études supérieures à l'université al-Azhar. Il enseigne ensuite à Oman de 2001 à 2010.
Il devient professeur de jurisprudence malikite, de droit des successions et de droit personnel à la Faculté de charia et loi à Tanta.
Il est élu grand mufti d'Égypte en remplacement d'Ali Gomaa (en), le 11 février 2013,. Son élection est ensuite ratifiée le 18 février par le président égyptien Mohamed Morsi, c'est la première fois qu'un grand mufti est ainsi à la fois élu par le Conseil des grands oulémas d'al-Azhar (ar) et confirmé par le président de la République.
Le 9 septembre 2014, il dénonce l'État islamique et affirme que celui-ci n'a « vraiment rien à voir avec la vraie religion islamique ».
Le 25 février 2024, il participe à l'inauguration de la grande mosquée d'Alger, au cours de laquelle il prononce le discours d'ouverture. 